# Hector Guerrero
Pour les articles homonymes, voir Guerrero (homonymie).
 (mars 2010).
Hector Manuel Guerrero Llanes (né le 1er octobre 1954) est un lutteur professionnel américano-mexicain, mieux connu simplement par son nom patronymique, Hector Guerrero. Il travaille actuellement à la Total Nonstop Action Wrestling en tant que commentateur espagnol et en agent.

## Carrière

### Débuts
Hector est né à Mexico, au Mexique, mais sa famille a déménagé à El Paso, Texas, aux États-Unis quand il était jeune. Guerrero a fréquenté l'université du Texas à El Paso, où il obtient un baccalauréat en éducation physique. Il est issu d'une grande famille de catch Los Guerreros.
Hector Guerrero  formés comme un lutteur sous son père, Gory, et débuta en 1973. Au début de sa carrière, il a lutté principalement en Californie, en s'associant souvent avec ses frères Chavo Guerrero et Mando Guerrero.
Dans le milieu des années 1980, Guerrero a lutté pour la National Wrestling Alliance. Hector a fait équipe avec Jimmy Valiant et rivalisait avec la New Breed. Guerrero a poursuivi une rivalité avec Denny Brown pour le Junior de NWA World Heavyweight Championship, et fait équipe avec Manny Fernandez : "Le Latin Connection" jusqu'à ce que Fernandez se tourna vers lui pour rejoindre Rick Rude et Paul Jones.
Après avoir quitté le NWA, Guerrero est devenu membre de la United States Wrestling Association, où il fut connu pour avoir lancé un composé dans les yeux de ses adversaires pour les aveugler temporairement. Il a fait équipe avec le Dr Diablo jusqu'à ce que, par inadvertance, jetant l'extrait dans les yeux de Diablo et aveuglante de son propre partenaire, provoquant l'équipe de Split.
Dans la fin des années 1980, il a lutté dans la American Wrestling Association, remportant le AWA World Tag Team Championship avec le Dr D.

### WWF
En 1990, Guerrero paru dans la World Wrestling Federation au Survivor Series, vêtu d'un costume de dinde sous le nom Gooker Gobbledy. 
Lorsque "Mean" Gene Okerlund a été intronisé au WWE Hall of Fame en 2006, il a rappelé certaines de ses interviews célèbre et il a  reconnu le fait qu'il était Hector Guerrero dans le costume, en disant que «Hector, nous avons eu une beaucoup de plaisir, mais tout cela est oublié », comme l'appareil photo a décoché un tir d'un Hector Guerrero timide.
Le 23 novembre, une diva de la WWE, Maryse, se déguise en Gobbledy Gooker pour attaquer une autre diva, Melina.

### TNA (2007-...)
Le 1er mars 2007, la Total Nonstop Action Wrestling annoncé que Hector Guerrero avait été engagé par TNA en tant que commentateur espagnol et agent de la route. En mars 2007, on lui a remis un prix pour « les réalisations dans le sport de la lutte professionnelle » par la TNA. Le 1er mai 2008, Hector a accepté une offre du X latino-américaine Variation (LAX) pour devenir leur nouveau conseiller et mentor. Le 11 mai 2008, il géré LAX à trois victoires et les ceintures par équipes. Il intervenait dans les matches d'une part pour aider homicides face à la team 3D.
Le 25 septembre 2008 à TNA Impact! Guerrero, Homicide et Hernandez lutté face à Beer Money,(Robert Roode, James Storm et Jacqueline) dans un match pour six personnes "Loser's Manager Leaves Town" match. Le match a pris fin lorsque Roode triche pour frappée Hernandez avec une arme. Après avoir quitté LAX, il retourné pour commentait. Il affronte parfois dans des houses shows des catcheurs de seconde catégorie. Toutes les semaines il interviewe des catcheurs et des catcheuses de la TNA en espagnol, ces vidéos sont disponibles sur le site de la TNA.
Le 5 mai 2011, lui et son commentateur adjoint Willy Urbina sont invités à participer à la fête nationale mexicaine par Mexican America (Hernandez, Arnaquia, Sarita et Rosita).

## Vie personnelle
Il est le grand frère de Eddie Guerrero grande superstar de la WWE et aussi ancien champion du monde. Hector est issu d'une très grande famille de catcheurs (la première au Mexique) : son oncle, ses frères, son père étaient et sont catcheurs dans les plus grandes fédérations du monde (Los Guerreros).

## Palmarès
- American Wrestling Association
  - AWA Southern Tag Team Championship avec Steve Regal
  - AWA World Tag Team Championship avec Dr. D
- National Wrestling Alliance
  - NWA Florida Heavyweight Championship
  - NWA Florida Junior Heavyweight Championship
  - NWA United States Tag Team Championship avec Chavo Guerrero
  - NWA World Junior Heavyweight Championship
  - NWA Hollywood Wrestling
  - NWA Americas Heavyweight Championship (2 fois)
  - NWA Americas Tag Team Championship (6 fois) avec Chavo Guerrero Sr.(1), Black Gordman (1), Barry Orton (1), et Mando Guerrero
- Pro Wrestling Federation
  - PWF Tag Team Championship avec Eddie Guerrero (1 fois)
- NWA Tri-State
  - NWA Tri-State Tag Team Championship avec Ron Sexton (1 fois)